# Quercus lobata
Espèce
Classification phylogénétique
Le chêne blanc de Californie (Quercus lobata) est une espèce de plantes à fleurs de la famille des Fagaceae. C'est le plus grand des chênes d'Amérique du Nord. Il pousse dans les vallées de l'intérieur de la Californie et certains spécimens atteignent l'âge de 600 ans.

## Galerie

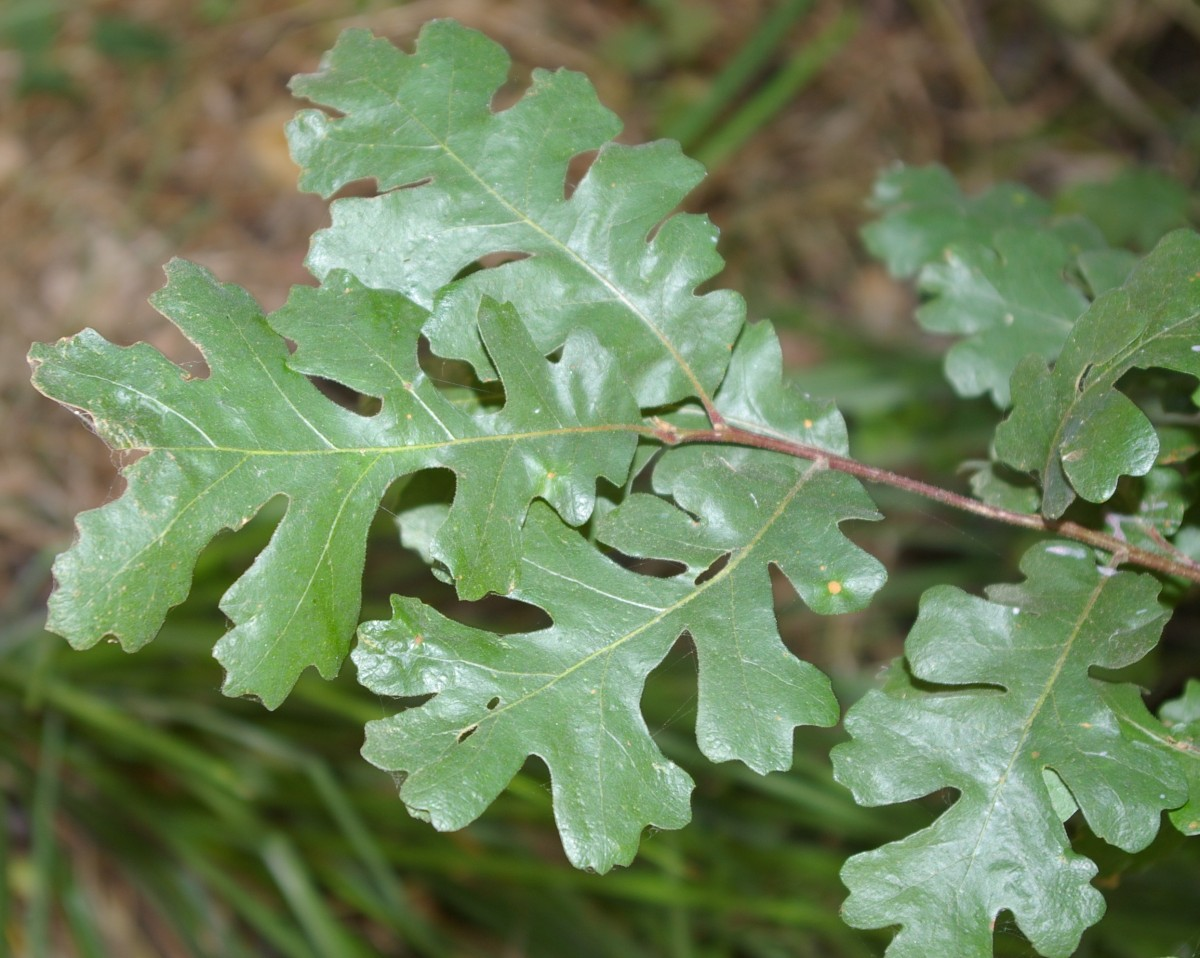
Quercus lobata, feuilles.
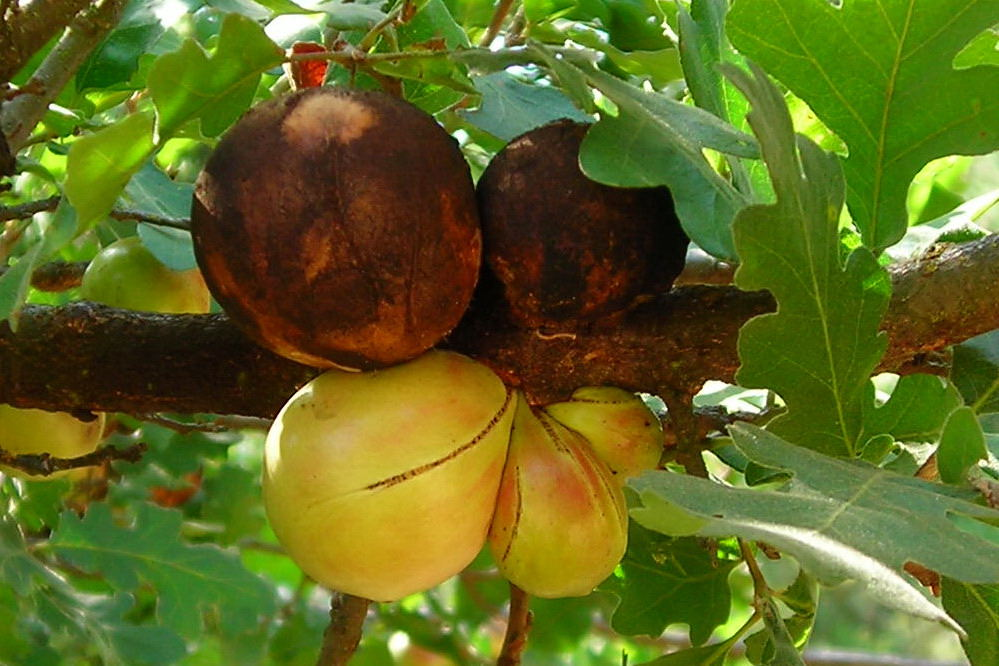
Quercus lobata, jeunes et vieilles galles.
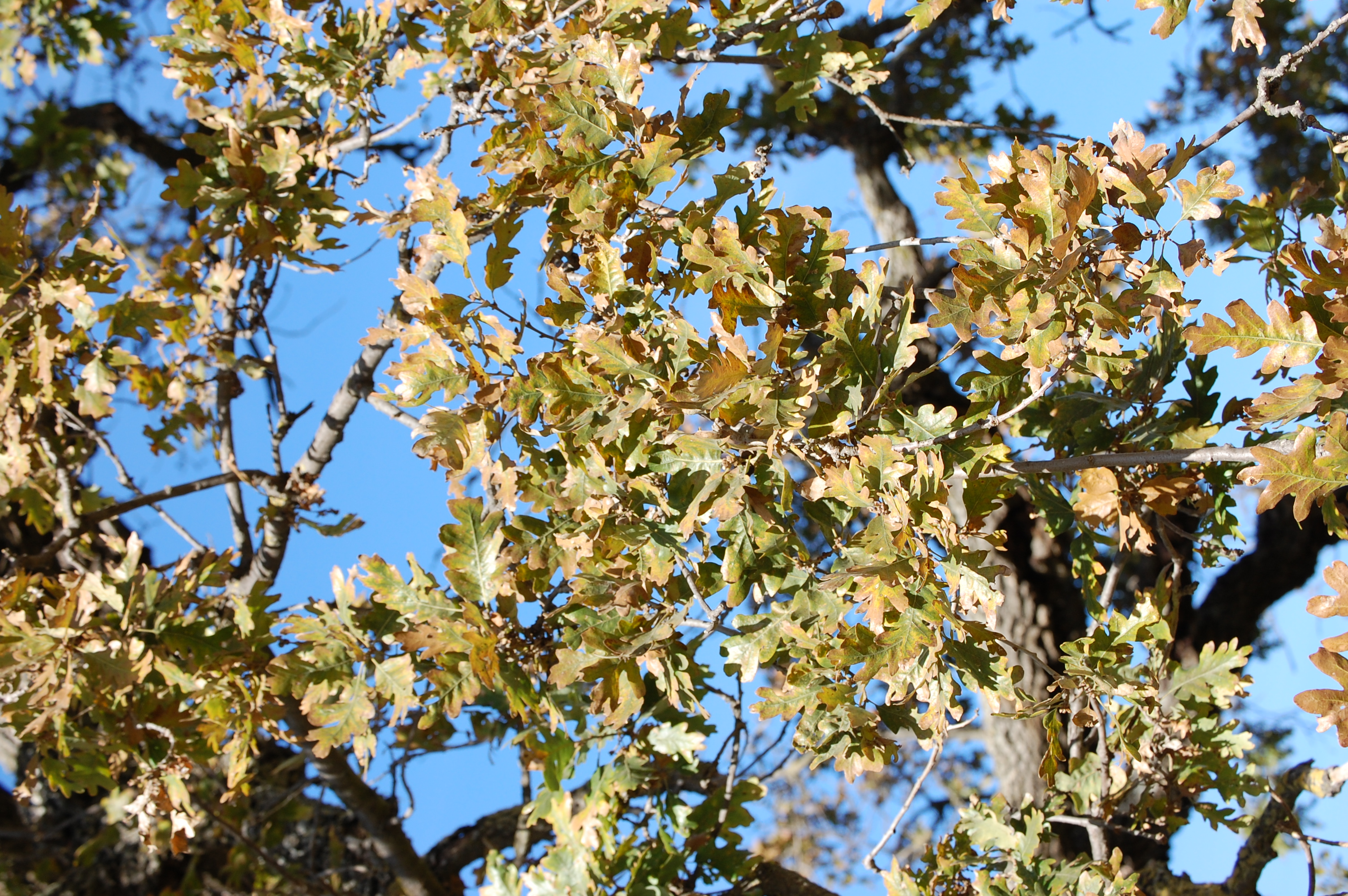
Feuillage automnal.
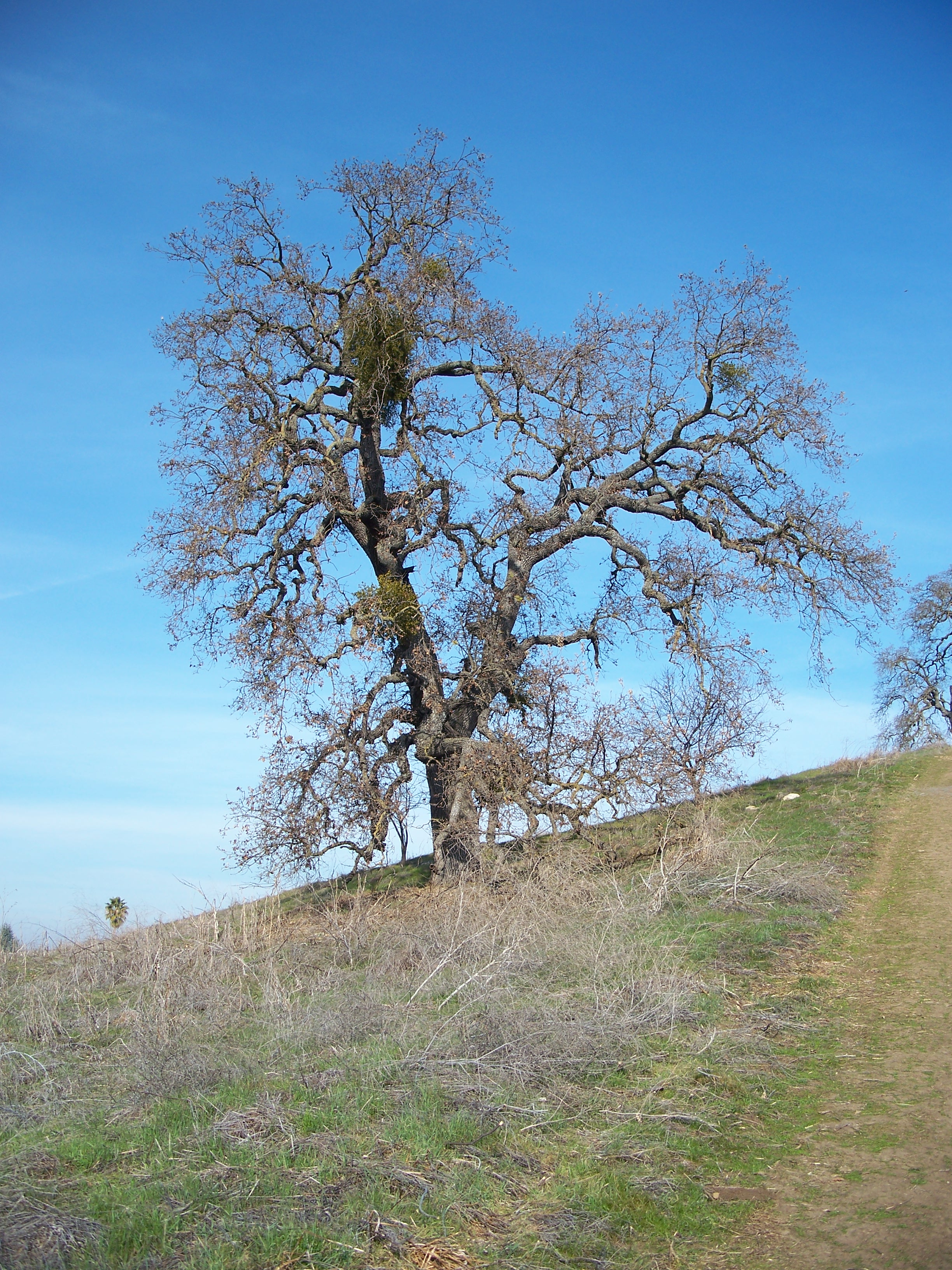
Silhouette sans feuilles.

Répartition de Quercus lobata. (Côte Ouest des États-Unis).